# Ophiarachnella sphenisci
Ophiarachnella sphenisci är en ormstjärneart som först beskrevs av Bell 1894.  Ophiarachnella sphenisci ingår i släktet Ophiarachnella och familjen Ophiodermatidae. Inga underarter finns listade i Catalogue of Life.